# Third Ear Band
Third Ear Band was een Britse alternatieve rock-band uit het eind van de jaren zestig en begin van de jaren zeventig. De groep speelde experimentele vrije composities, en hoewel ze het label progressieve rock opgeplakt kregen, speelden ze weinig conventionele muziek. De band maakte weinig gebruik van elektrische instrumenten, maar veeleer van viool, altviool, hobo, cello en handpercussie. De muziek bestond vaak uitgesponnen hypnotische of raga-achtige instrumentale stukken, gebaseerd op Oosterse raga-vormen, Europese folk, experimentele en middeleeuwse invloeden.
De groep werd halverwege de jaren 60 opgericht door drummer Glen Sweeney en ontstond uit de vrije jazzscene in Londen uit die tijd. Sweeney speelde voordien bij het avant-garde-ensemble Giant Sun Trolley. De groep nam een eerste sessie in 1968 op voor Ron Geesin, dat werd uitgegeven onder het pseudoniem The National-Balkan Ensemble op een kantje van een plaat van de Standard Music Library. Het eerste echte album, Alchemy, verscheen op het platenlabel Harvest van EMI in 1969 (met John Peel die mondharp speelt op een nummer). Het volgende album, Air, Earth, Fire, Water, ook bekend als Elements verscheen in 1970. De groep nam twee soundtracks op. Het eerste was in 1970 voor een animatiefilm van Fuchs over Abelard en Helosie (die het eerst uitgebracht werd als deel van Luca Ferraris Necromancers of the Drifting West Sonic Book in 1997). In 1972 maakte de groep muziek voor Roman Polanski's film over Macbeth. Na verschillende latere incarnaties en albums stopte de band in 1993 uiteindelijk, onder andere na aanhoudende gezondheidsproblemen van Glen Sweeney.
In 1970 concerteerde de groep op het hoofdpodium van het bekende Holland Pop Festival in Kralingen. 

## Leden
- Glen 'Zen' Sweeney: handdrums, windklokken, drums
- Paul Minns: hobo, blokfluit
- Richard Coff: viool, altviool
- Benjamin Cartland: altviool
- Mel Davis: cello
- Ursula Smith: cello, viool
- Paul Buckmaster: cello, basgitaar
- Simon House: viool, VCS3
- Denim Bridges: gitaren
- Dave Tomlin: basgitaar, viool op "Alchemy"
- Mike Marchant: gitaar, zang
- Allan Samuel: viool
- Neil Black: viool, midi viool
- Mick Carter: elektrische gitaar
- Lyn Dobson: sopraansaxofoon, fluit, zang
- John Peel: mondharp op "Alchemy"
- Keith Chegwin: zang op "Music from Macbeth"

## Discografie
- The National-Balkan Ensemble (1968)
- Alchemy (1969)
- Third Ear Band (1970)
- Abelard and Heloise (1970)
- Music from Macbeth (Soundtrack van The Tragedy of Macbeth, Roman Polanskis film over Shakespeares Macbeth) (1972)
- Prophecies (1972 (vermoedelijk echter 1978)- verschenen in 1991)
- Experiences (Compilatie 1976)
- Live Ghosts (1988)
- Radio Sessions (1988)
- New Forecasts from the Third Ear Almanach (1989)
- Magic Music (1990)
- Brain Waves (1993)
- Live (1996)
- Magic Music (1997)
- The Magus (1972 - verschenen in 2005)